# 野口正義
野口 正義（のぐち まさよし、1887年（明治20年）5月17日 - 1968年（昭和43年）4月8日）は、大日本帝国陸軍軍人。最終階級は陸軍中将。

## 経歴
茨城県出身。1908年（明治41年）5月27日に陸軍士官学校（20期）を卒業し、同年12月25日に工兵少尉に任ぜられ、工兵第七大隊付となる。1911年（明治44年）12月26日に工兵中尉に昇進し、1912年（明治44年）11月27日に陸軍砲工学校（18期）高等科を卒業。更に員外学生として在学し、1916年（大正5年）7月10日には東京帝国大学工科大学土木工学科を卒業した。
1918年（大正7年）7月29日に工兵大尉に昇進し陸軍技術審査部付となる。その後、長らく陸軍技術本部部員に在籍し、在任中の1924年（大正13年）3月15日工兵少佐に、1928年（昭和3年）3月24日工兵中佐に、1932年（昭和7年）8月8日に工兵大佐に昇進。
その後、陸地測量部三角科長、鉄道第一連隊長等を経て、陸軍砲工学校工兵科長在任時の1937年（昭和12年）3月1日に陸軍少将に昇進。同年11月1日に陸地測量部長に就任し、陸軍築城部本部長在任時の1939年（昭和14年）8月1日、陸軍中将に昇進。1942年（昭和17年）8月1日待命となり、同月12日予備役に編入された。
1947年（昭和22年）11月28日、公職追放仮指定を受けた。

## 栄典
位階
- 1909年（明治42年）3月1日 - 正八位[13]
- 1912年（明治45年）3月1日 - 従七位[14]
- 1917年（大正6年）3月20日 - 正七位[15]
- 1922年（大正11年）4月20日 - 従六位[16]
- 1927年（昭和2年）5月16日 - 正六位[17]
- 1932年（昭和7年）6月15日 - 従五位[18]
- 1937年（昭和12年）5月1日 - 正五位[19]
- 1940年（昭和15年）5月15日 - 従四位[20]

勲章
- 1920年（大正9年）
  - 7月31日 - 勲六等瑞宝章[21]
  - 11月1日 - 勲五等双光旭日章・大正三年乃至九年戦役従軍記章[22]
- 1928年（昭和3年）5月22日 - 勲四等瑞宝章[23]
- 1934年（昭和9年）
  - 3月1日 - 満州帝国：大満洲国建国功労章[24]
  - 4月29日 - 勲三等瑞宝章・昭和六年乃至九年事変従軍記章[25]
- 1940年（昭和15年）
  - 8月15日 - 紀元二千六百年祝典記念章[26]
  - 9月11日 - 勲二等瑞宝章[27]